# 高山族群
高山族群是台灣戰後初期1945年至1949年中華民國政府依歸化程度對台灣原住民執行分類管理所使用的稱呼，其範圍大概等同相於清朝時期所謂的「生番」，以及日治時期台灣總督府所稱的「蕃人」、「高砂族」，但現今已改稱「17世紀漢人移民臺灣前即已在台灣島定居的族群」為台灣原住民族。與「高山族群」、「山地同胞」對應的另一稱呼為「平埔族群」，而這種二分法是外來政權依歸化程度對台灣原住民執行管理所使用的政治性劃分，並無任何人類學等分類根據，因此「高山－平埔」的二分法被認為帶有種族主義與殖民主義的色彩
。不過，目前無論是台灣普遍社會認知，或是各政府核准的教課書籍中，仍不乏使用此分類。目前原住民族意識抬頭，近年族人都致力於打破此政治性歸類，以回復呈現傳統文化樣貌。
目前中華人民共和國仍然使用「高山族」統稱台灣原住民族，其官方定義並將「高山族」歸類為中華民族的一部分。

## 沿革
- 清治時期，依據台灣原住民漢化程度分為熟番與生番，其中亦有介於熟番與生番之間的化番。汉文化中央政权自南北朝起开始使用“生”、“熟”作为区分异族族群内化程度的用词[6]。
- 日治時期以後，台灣總督府沿用清政府的劃分，並將「番」字改為「蕃」字。1923年，台灣總督府奉裕仁皇太子詔，廢除「生蕃」稱呼，以日本對臺灣舊有稱呼高砂改稱「高砂族」，意指台灣原住民族群。
- 1945年第二次世界大戰結束後，中華民國接管台灣，為相對於平埔族，將「高砂族」改稱為「高山族」。「高山族」僅用於與平埔族區分識別，「山地同胞」身份上依原籍不同劃分「山地山胞」與「平地山胞」。自蔣經國政府解嚴開始，原住民不斷抗爭，爭取身分正名。1994年8月1日，《中華民國憲法增修條文》第三次增修條文將「山胞」正名為「原住民」，原住民身份上以「山地原住民」與「平地原住民」區分迄今。
- 在臺灣，所有獲得政府合法承認的南島語族統稱為「台灣原住民族」，目前共有16族。曾以平地山胞和山地山胞取代日本殖民時期所劃分的九族分類系統，即泰雅、布農、澤利先（魯凱）、漂馬（卑南）、阿美、賽夏、鄒、雅美、排灣等族[7]，回歸二元分類以移除日治時期對於原住民族所帶來的影響，並且引導出台灣原住民族同屬中華民族的一部份，但因為被原住民抗議而告終。後來臺灣採用了九族分類系統，並除去「平埔族」這個分類，但未緊隨人類學透過田野調查的研究進展。原住民族傳統九族和其相關族群統稱為高山族，這種分法並沒有受到嚴謹的地理學分析。阿美族、卑南族、達悟族和新加入的平埔族噶瑪蘭族，在古早之前是居住於臺灣東部平原上。而高山族和平埔族的差異，持續影響著政府的原住民族政策，以及對於原住民族參與政治活動的影響能力。

## 分類
台灣戰後初期，官方延續了日治时期的分類，將台灣原住民分為九個族群。近年來經過原住民民間與學者的研究與爭取，台湾認定的族群則已增加至16族。但這些被增加承認的族群皆來自原先被歸類於九族的族人，大部分都是高山族群。其中噶瑪蘭族僅部分當初被歸類為阿美族之族人得到族群回復，未有官方原住民身份之噶瑪蘭族人則還在等待政府回應並爭取中。目前在台灣以原住民來稱呼，政府承認的原住民族現在有十六族群，語言屬於台灣南島語系，截至2018年11月，總人口數為56萬5041人。另有4400餘人散居於中國大陸各地。以下是目前中華民國政府承認的原住民族：
- 泰雅族
- 賽夏族
- 布農族
- 鄒族
- 魯凱族
- 排灣族
- 卑南族
- 阿美族
- 達悟族
- 太魯閣族
- 撒奇萊雅族
- 邵族（伊能嘉矩將其視為平埔族群，鳥居龍藏將其列為高山族群）
- 賽德克族
- 噶瑪蘭族（平埔族群）
- 拉阿魯哇族
- 卡那卡那富族

在官方承認的原住民族之外，尚有僅得到地方政府承認的族群，例如台南的西拉雅族與花蓮的大滿族（兩者皆屬平埔族群）。此外還有更多未受到中華民國政府承認的族群，通常以平埔族群為主。還有部份是已被承認為原住民族，但未登記族別之族人（見台灣未識別民族）。

## 爭議
矛盾的是，並非所有「高山族群」皆居於山上，例如住在台灣東部花東縱谷的阿美族、撒奇萊雅族以及居住在蘭嶼的達悟族（雅美族），就不是居住在高山上，因此這種稱法極度違反科學，歷史上亦產生了「山地山胞」和「平地山胞」等邏輯矛盾、違反科學、讓人啼笑皆非的名稱。近年來基於科學精神及尊重族人的立場，已多使用「原住民」或各族族原名來稱呼漢族血統以外的居民，因而原先兩大族（高山、平埔）劃分法在台灣現今已較少用。但直至目前，不論是台灣社會的認知，或是各政府核准的教課書籍中，仍不乏使用此兩分類。
另外，相對於「原住民」，有人認為「先住民」一詞更為合適，但反對以上稱呼者認為，「先」一般用於已逝或不復存在之事物（如「先民」、「先人」等），以「先住民」形容目前存在的族群並不適當。
在2014年中華民國教育部的高中文史課綱微調，歷史課綱將台灣原住民族納入中國少數民族，名稱以高山族取代，此次高中課綱的調整在台灣歷史學界與歷史教育界引起廣泛的反彈，於2016年由教育部新任部長宣布廢止微調課綱平息風波。

## 分布

### 中國大陸
中華人民共和國政府將所有台灣原住民族都統稱為高山族（包括平埔族），並納入「中華民族」的其中一族。根據2000年中華人民共和國第五次人口普查，中國大陸共有4461人報稱是高山族，包括1,500名阿美族，1,300名布農族，510名排灣族，其余1151名则来自其他民系，廣泛分佈於中國大陸各地，大多在第二次世界大戰前後移居中國大陸。由於中華人民共和國民族政策和兩岸關係變化等原因，有巨大數量的原漢族人口在1953年至2000年間改報為高山族，使得在中國大陸報稱為高山族的人口相較1953年的329人上升了超過13倍。此外，在河南省鄧州市台灣村還存在一些高山族居民，據說為郑成功死后，其部將黄廷底下於康熙年間降清，後移居此地開墾的部眾；2005年，該市有2674人自報為高山族。下表是在2000年人口普查中，中國大陸各地報稱為高山族的人口列表：
| 位次 | 地區       | 總人口        | 高山族 | 佔高山族 人口比例（%） | 佔地區 少數民族 人口比例（%） | 佔地區 人口比例（%） |
|      | 合計       | 1,245,110,826 | 4,488  | 100                    | 0.125                         | 0.01061              |
|      | 31省份合計 | 1,242,612,226 | 4,461  | 99.40                  | 0.004                         | 0.00036              |
| G1   | 中南地區   | 350,658,477   | 1,829  | 40.75                  | 0.006                         | 0.00052              |
| G2   | 華東地區   | 358,849,244   | 967    | 21.55                  | 0.039                         | 0.00027              |
| G3   | 華北地區   | 145,896,933   | 560    | 12.48                  | 0.006                         | 0.00038              |
| G4   | 西南地區   | 193,085,172   | 480    | 10.70                  | 0.001                         | 0.00025              |
| G5   | 東北地區   | 104,864,179   | 465    | 10.36                  | 0.004                         | 0.00044              |
| G6   | 西北地區   | 89,258,221    | 160    | 3.57                   | 0.001                         | 0.00018              |
| 1    | 河南       | 91,236,854    | 946    | 21.08                  | 0.083                         | 0.00104              |
| 2    | 福建       | 34,097,947    | 416    | 9.27                   | 0.071                         | 0.00122              |
| 3    | 廣西       | 43,854,538    | 409    | 9.11                   | 0.002                         | 0.00093              |
| 4    | 遼寧       | 41,824,412    | 305    | 6.80                   | 0.005                         | 0.00073              |
| 5    | 河北       | 66,684,419    | 274    | 6.11                   | 0.009                         | 0.00041              |
| 6    | 貴州       | 35,247,695    | 228    | 5.08                   | 0.002                         | 0.00065              |
| 7    | 湖南       | 63,274,173    | 189    | 4.21                   | 0.003                         | 0.00030              |
| 8    | 內蒙       | 23,323,347    | 144    | 3.21                   | 0.003                         | 0.00062              |
| 9    | 廣東       | 85,225,007    | 142    | 3.16                   | 0.011                         | 0.00017              |
| 10   | 江西       | 40,397,598    | 134    | 2.99                   | 0.107                         | 0.00033              |
| 11   | 江蘇       | 73,043,577    | 120    | 2.67                   | 0.046                         | 0.00016              |
| 12   | 四川       | 82,348,296    | 101    | 2.25                   | 0.002                         | 0.00012              |
| 12   | 北京       | 13,569,194    | 101    | 2.25                   | 0.017                         | 0.00074              |
| 14   | 吉林       | 26,802,191    | 99     | 2.21                   | 0.004                         | 0.00037              |
| 15   | 雲南       | 42,360,089    | 91     | 2.03                   | 0.001                         | 0.00021              |
| 16   | 山東       | 89,971,789    | 86     | 1.92                   | 0.014                         | 0.00010              |
| 17   | 安徽       | 58,999,948    | 80     | 1.78                   | 0.020                         | 0.00014              |
| 17   | 海南       | 7,559,035     | 80     | 1.78                   | 0.006                         | 0.00106              |
| 19   | 浙江       | 45,930,651    | 79     | 1.76                   | 0.020                         | 0.00017              |
| 20   | 湖北       | 59,508,870    | 63     | 1.40                   | 0.002                         | 0.00011              |
| 21   | 黑龍江     | 36,237,576    | 61     | 1.36                   | 0.003                         | 0.00017              |
| 22   | 重慶       | 30,512,763    | 60     | 1.34                   | 0.003                         | 0.00020              |
| 23   | 甘肅       | 25,124,282    | 55     | 1.23                   | 0.003                         | 0.00022              |
| 24   | 上海       | 16,407,734    | 52     | 1.16                   | 0.050                         | 0.00032              |
| 25   | 新疆       | 18,459,511    | 41     | 0.91                   | 0.000                         | 0.00022              |
| 26   | 天津       | 9,848,731     | 34     | 0.76                   | 0.013                         | 0.00035              |
| 27   | 陝西       | 35,365,072    | 27     | 0.60                   | 0.015                         | 0.00008              |
| 28   | 青海       | 4,822,963     | 22     | 0.49                   | 0.001                         | 0.00046              |
| 29   | 寧夏       | 5,486,393     | 15     | 0.33                   | 0.001                         | 0.00027              |
| 30   | 山西       | 32,471,242    | 7      | 0.16                   | 0.007                         | 0.00002              |
|      | 西藏       | 2,616,329     |        |                        |                               |                      |
|      | 現役軍人   | 2,498,600     | 27     | 0.60                   | 0.024                         | 0.00108              |

## 另見
- 台灣原住民
- 台灣原住民語
- 台灣南島語言
- 平埔族
- 台灣未識別民族

## 外部連結
- 高山族